# Kazahstan temir joli
Kazahstan temir joli (prescurtat KTZ; în kazahă Qazaqstan Temir Joly (QTJ)) este compania națională de căi ferate din Kazahstan. 

## Organizare
Fondată de guvern în 2002 ca societate pe acțiuni, KTZ are sarcina de a dezvolta, opera și menține transportul feroviar în Kazahstan. Sediul central este în Nur-Sultan. Alte societăți înrudite dețin materialul rulant, echipamentul de tractare și divizia de transport de călători. Unitățile de reparații au fost privatizate. Societățile private pot utiliza sistemul feroviar cu material rulant deținut în proprietate sau închiriat. 

## Rețea

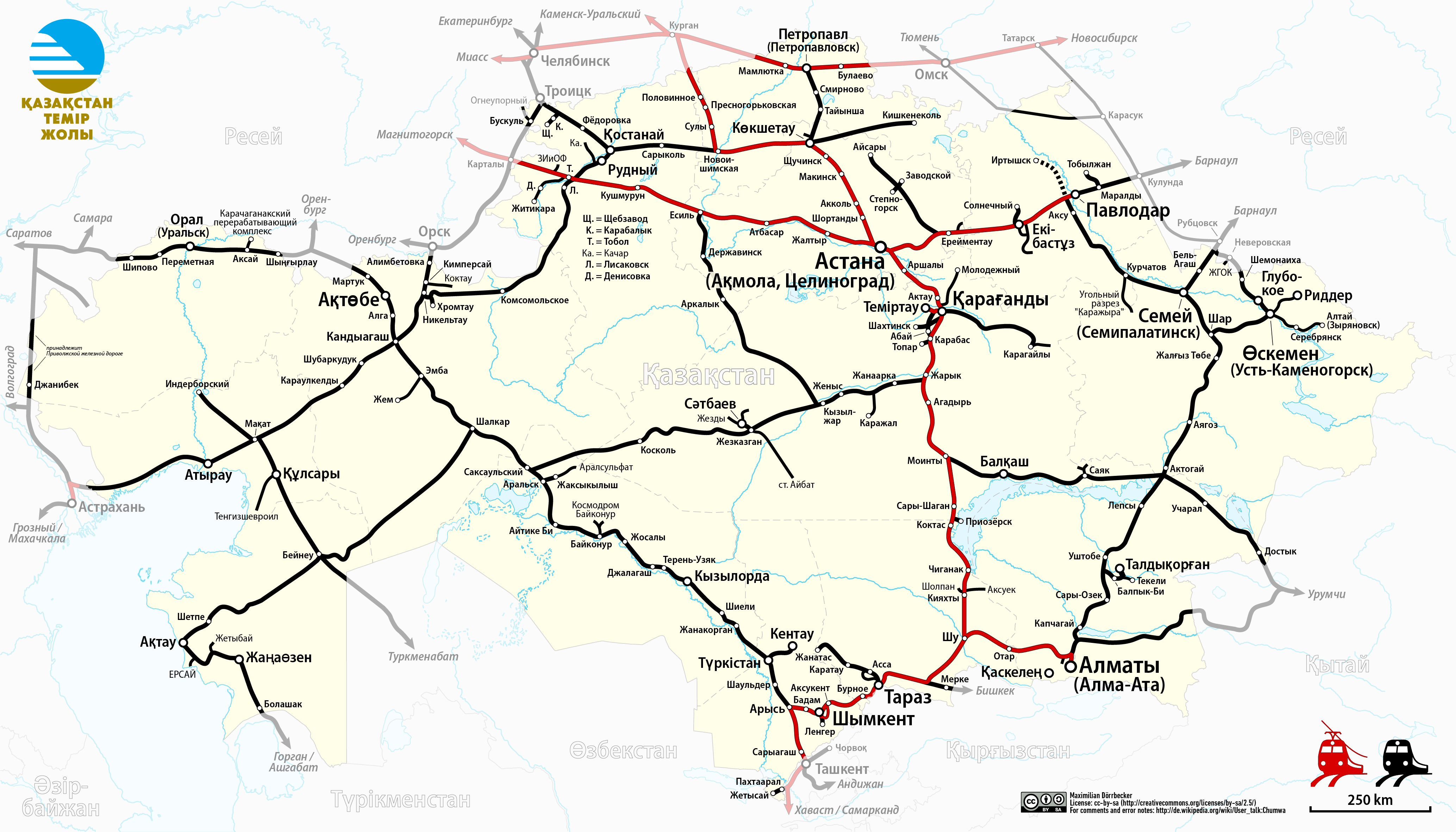
Rețea

Actuala rețea feroviară se bazează pe moștenirea lăsată de fosta Uniune Sovietică și ca atare are un ecartament larg de 1.520 mm. Acest lucru asigură un tranzit fără probleme la frontierele internaționale cu țările din fosta Uniune Sovietică, însă calea ferată din China are un ecartament standard de 1.435 mm, ceea ce înseamnă că există o diferență de ecartament la Dostyk și la Khorgas/Altynkol.
KTZ deținea în 2005 aproximativ 15.000 kilometri (9.300 mi) de cale ferată. Secțiunile din Kazahstan ale vechilor căi ferate Trans-Aral, trans-caspică și Turkestan-Siberia au fost încorporate în KTZ. 3000 km sunt electrificați la 25 kV 50 Hz AC. 

## Operare
KTZ este cel mai mare angajator din Kazahstan având aproximativ 143.000 de angajați în 2008. Administrează peste 80.000 de vagoane, dintre care 50.000 deținute de stat, iar restul de societăți private. În timp ce cea mai mare parte a tracțiunii se face cu locomotive diesel, electrificarea rețelei este un proiect în desfășurare. Compania este profitabilă, iar veniturile din 2008 au fost de 483,8 miliarde tenge (3,9 miliarde USD).
Kazahstanul a început să construiască vagoane pentru KTZ și din 2008 produce și locomotive împreună cu GE. 

## Proprietari și management
100% din acțiunile KTZ sunt deținute de stat prin intermediul fondului Samruk-Kazyna. S.M. Minbaev  este președintele Consiliului de Administrație al KTZ. 

## Inițiative de investiții în infrastructură
Compania este un implementator principal al inițiativei Noul drum al mătăsii susținută Kazahstan și a noii politici economice Nurly Zhol.

### Khorgos-poarta estică
Centru logistic Khorgos are rolul să distribuie fluxurile de marfă pe Noul drum al Mătăsii și integrează Kazahstanul în sistemul global de transport și comerț, în special între China și Uniunea Europeană.

## Linii feroviare cu țările vecine

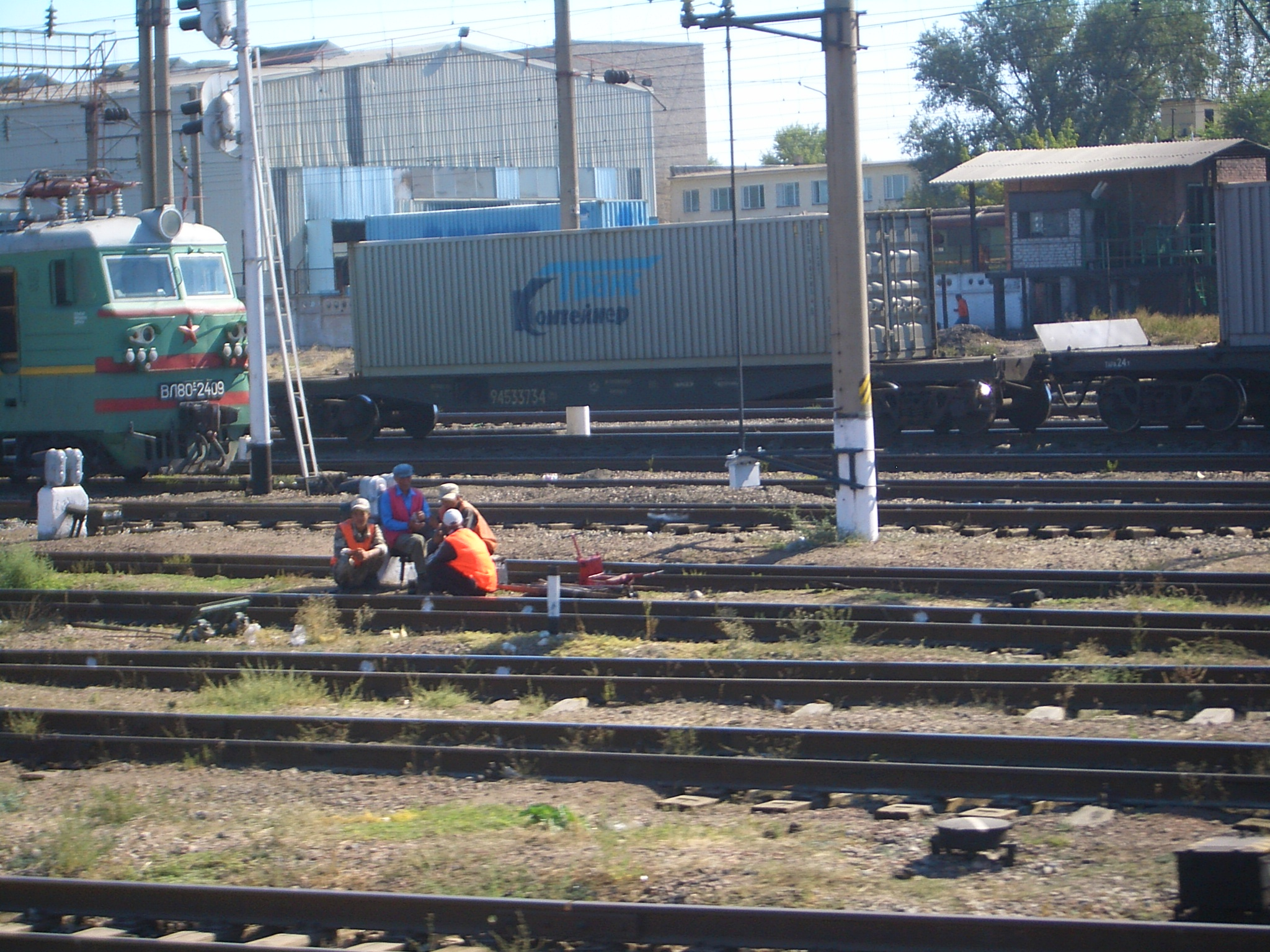
La nodul feroviar de la Shu

- Rusia - același ecartament (fostul sistem feroviar al Uniunii Sovietice)
- China - diferență de ecartament 1.520 mm / 1.435 mm; stații de frontieră la Druzhba (conectată la Alashankou pe calea ferată Lanxin ) și la Korgas
- Kârgâzstan - același ecartament (fostul sistem feroviar al Uniunii Sovietice)
- Uzbekistan - același ecartament (fostul sistem feroviar al Uniunii Sovietice)
- Turkmenistan - același ecartament (fostul sistem feroviar al Uniunii Sovietice) - noua linie feroviară a fost deschisă în 2013. [6]

## Material rulant
În octombrie 2010, KTZ a comandat 295 de locomotive electrice KZ8A de la Alstom, folosite atât pentru transportul de mărfuri, cât și pentru transportul de călători. Pe 3 octombrie, prima locomotivă din această comandă a fost livrată în timpul unei ceremonii oficiale. În timp ce primele 10 locomotive KZ8A au fost fabricate la fabrica Alstom Belfort, restul va fi construit în Astana, în noua uzină Alstom din Kazahstan. În plus, la 8 octombrie 2012, KTZ a semnat primul său contract de întreținere cu Alstom pentru întreținerea, reviziile majore și modernizarea a 27 de locomotive de călători KZ4AC pentru o perioadă de 25 de ani.
 

În noiembrie 2010, KTZ a acordat companiei Talgo un contract pentru înlocuirea flotei sale de 3000 de vagoane intercity. 

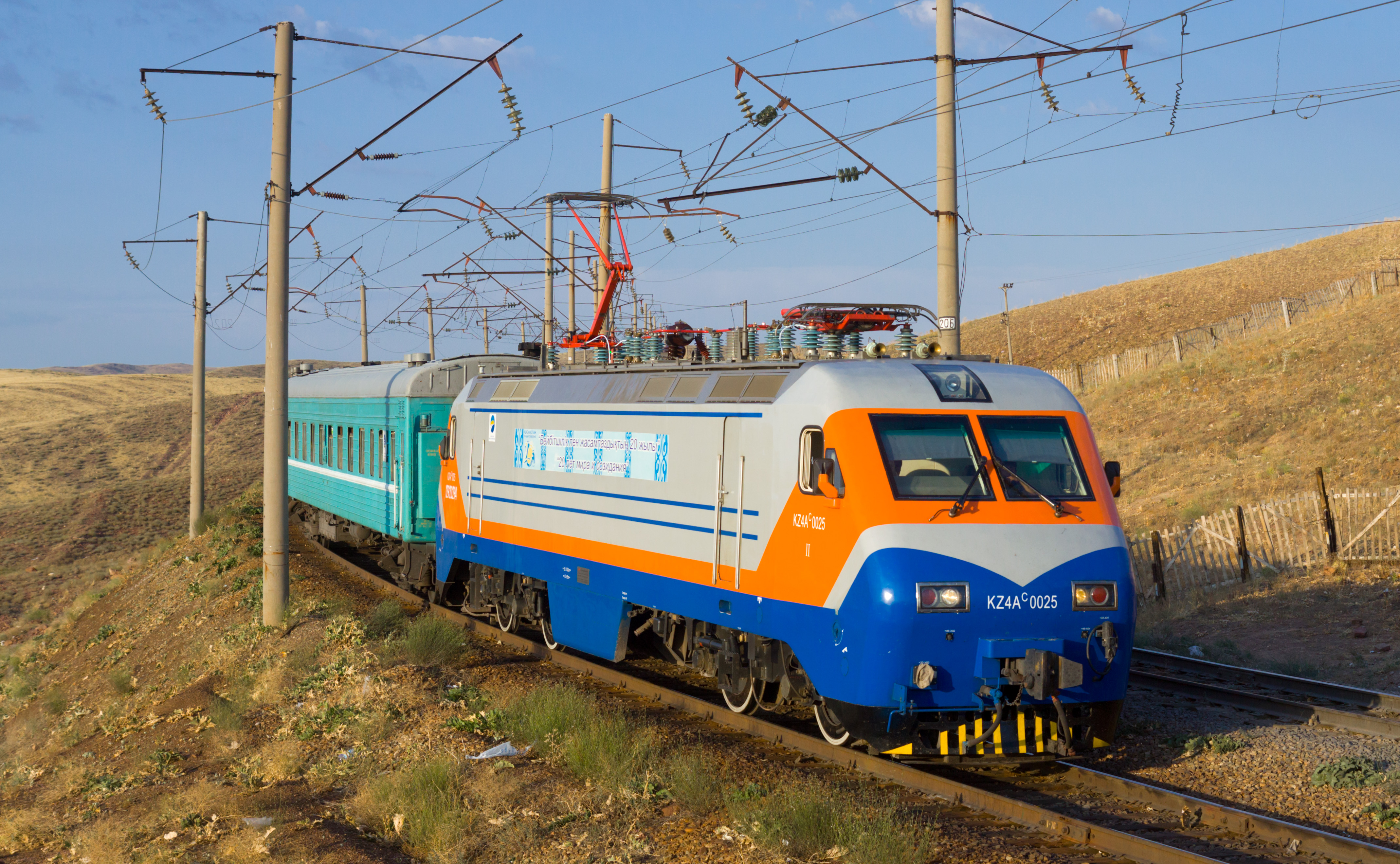
KZ4A
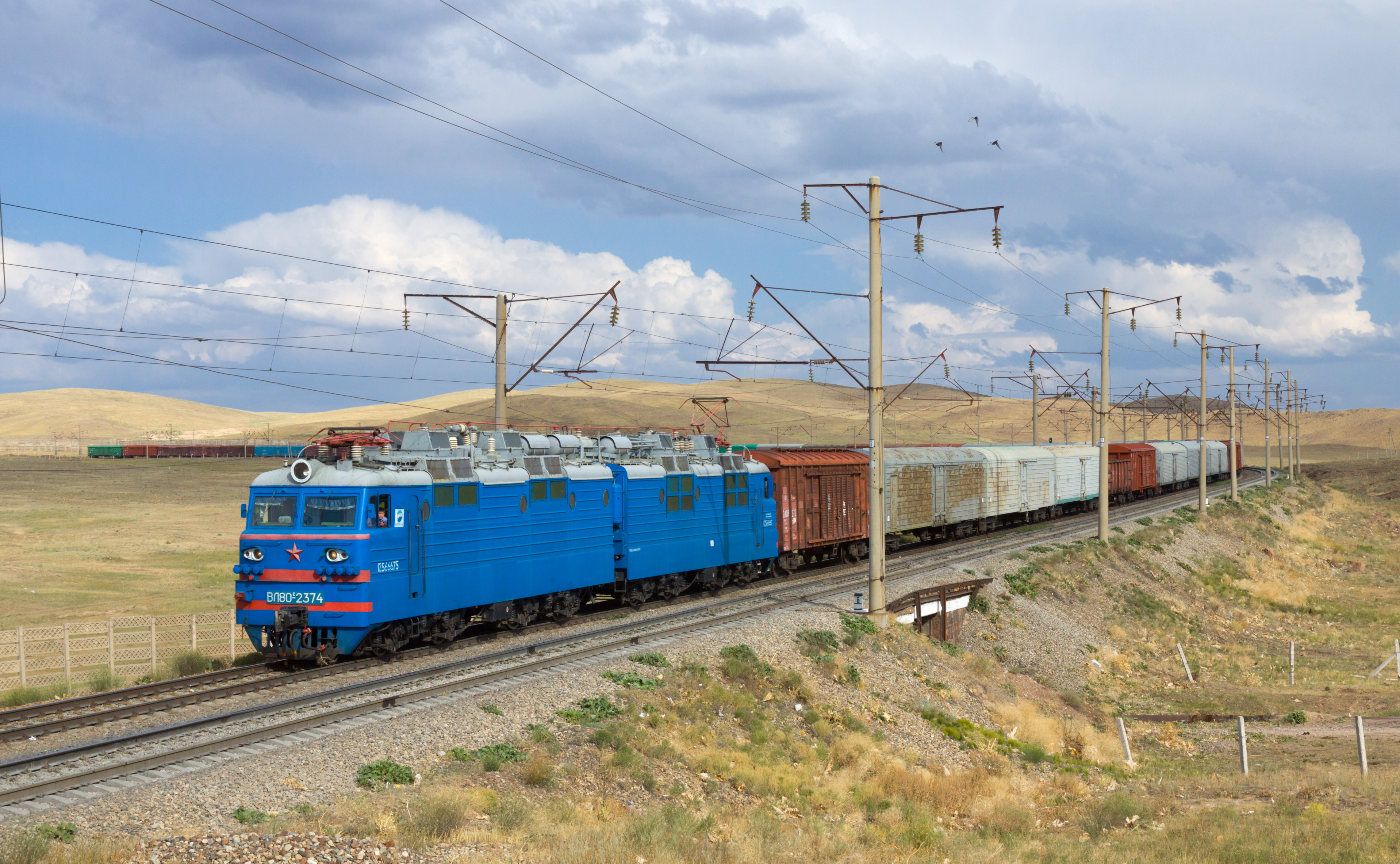
VL80
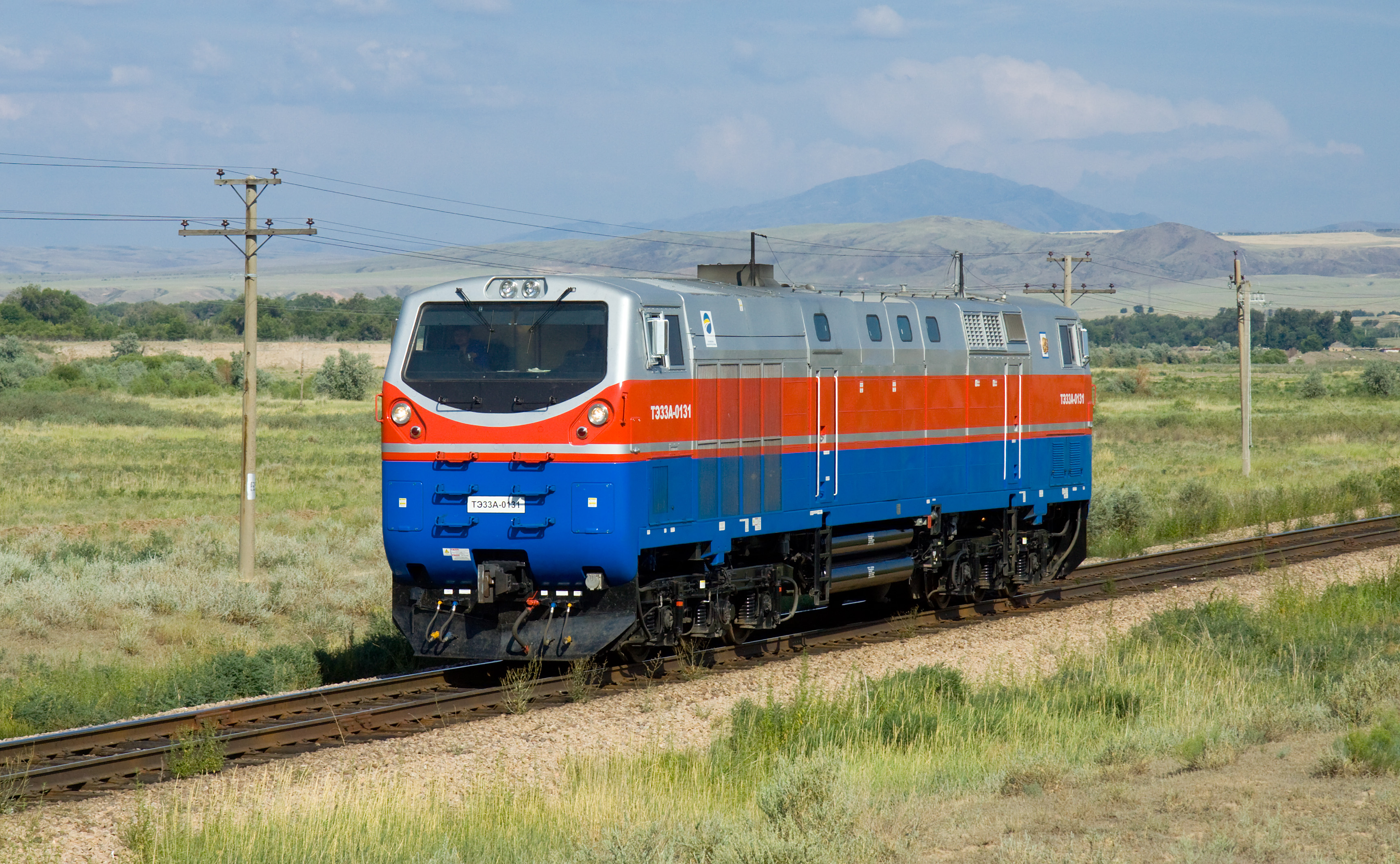
TE33A "GE Evolution"
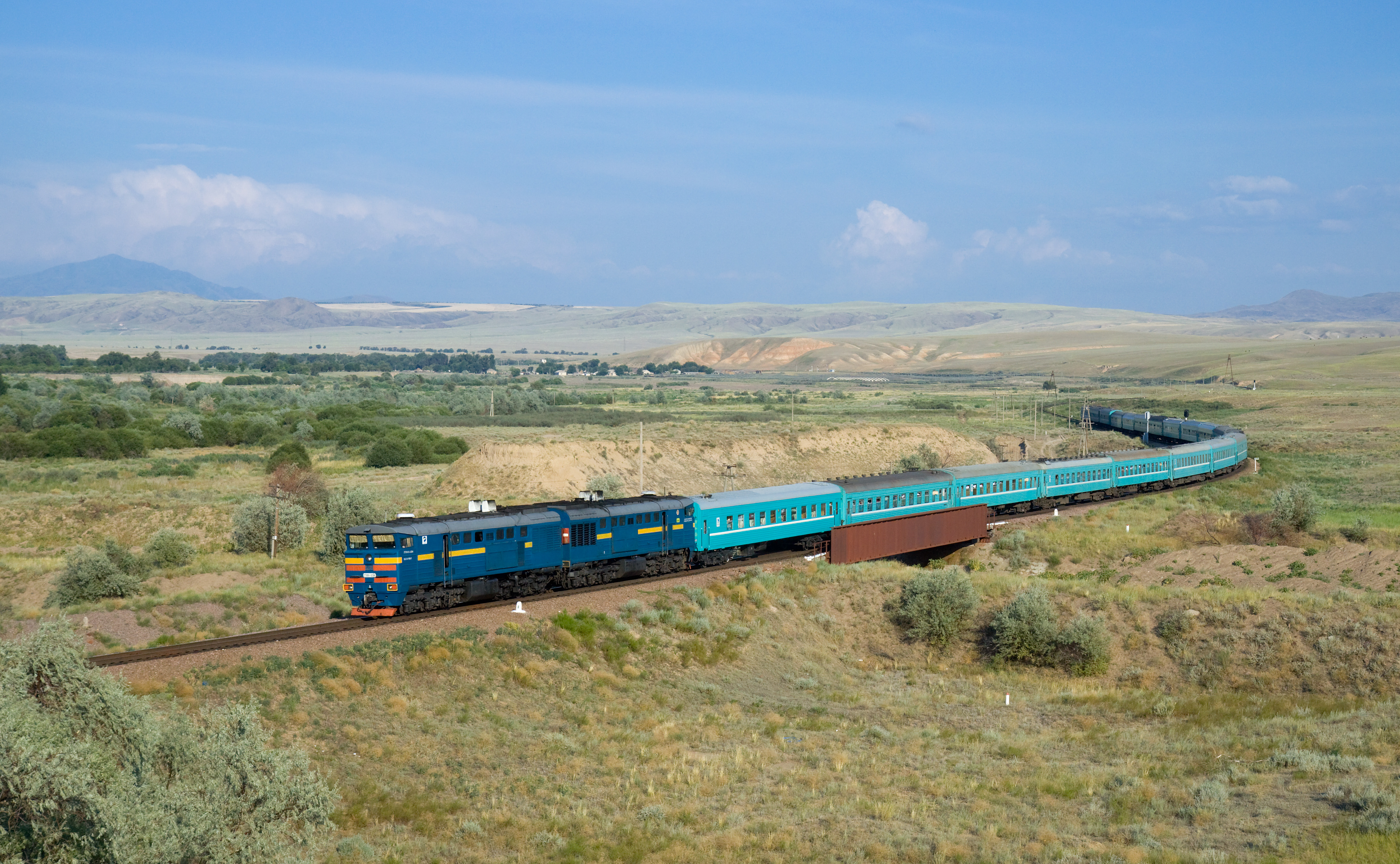
2TE10U cu trenul 22 Kyzylorda - Semey
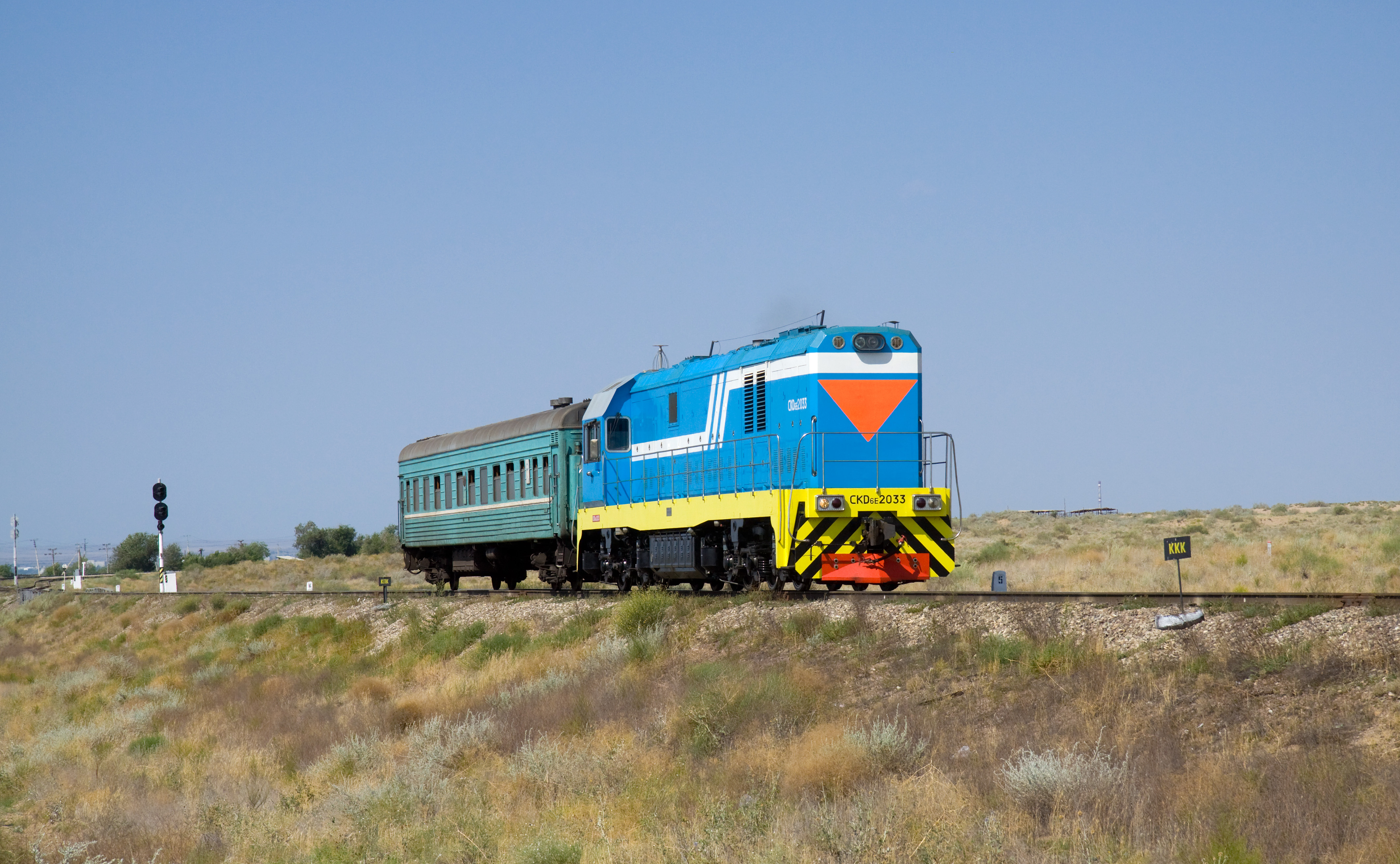
CKD6E
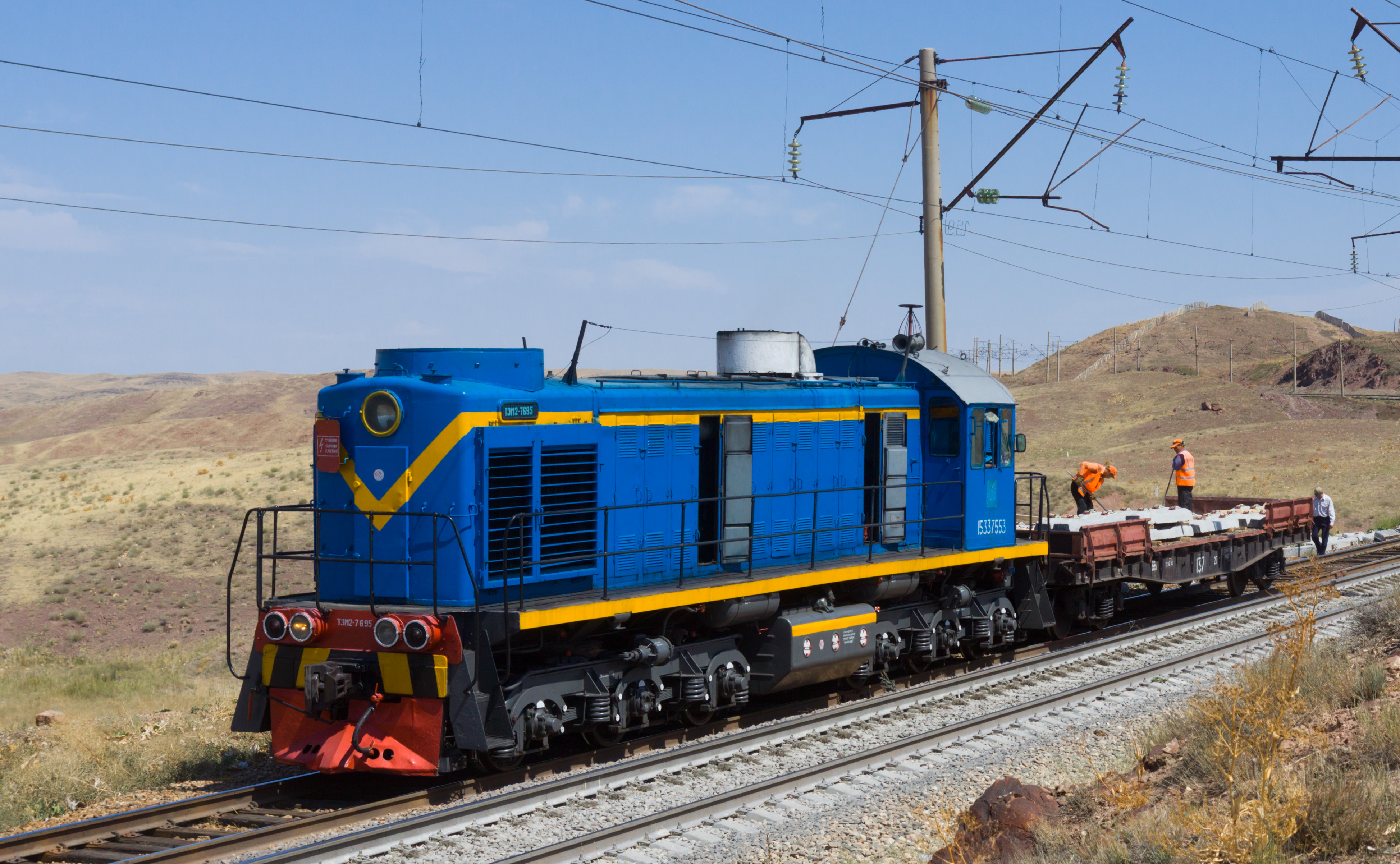
TEM2 "Tamara"

## Proiectul de cale ferată de mare viteză
La începutul anilor 2010, un proiect pentru construirea unei căi ferate de mare viteză între Nur-Sultan (pe atunci Astana) și Almaty a fost discutat de către oficialii kazahi și chinezi. În 2013 a fost luată decizia amânării  proiectului din cauza costurilor ridicate. 

## Legături externe
- KTZ official website
- Raport privind KTZ
- Interviu cu președintele KTZ
- Raportul ONU privind calea ferată trans-asiatică
- Hărți 
  - „Railway map (Russian)”. Arhivat din original la 31 ianuarie 2013. „Railway map (Russian)”. Arhivat din original la 31 ianuarie 2013.  (acoperire incompletă)
  - Harta UNJLC (acoperire incompletă)
  - „Interactive map of Railways of Kazakhstan”. Arhivat din original la 4 ianuarie 2013. „Interactive map of Railways of Kazakhstan”. Arhivat din original la 4 ianuarie 2013.  Harta detaliată pavaroz.com
  - Harta ONU